# Ján Richter
Ján Richter (ur. 5 października 1956 w Zlatych Moravcach) – słowacki działacz partyjny, parlamentarzysta, od 2012 do 2020 minister pracy.

## Życiorys
Ukończył Strojnícky inštitút, a późniejszych latach prawo na Uniwersytecie Mateja Bela w Bańskiej Bystrzycy. W latach 1974–1987 pracował jako technik w przedsiębiorstwie Calex w rodzinnej miejscowości. Następnie do 1991 był etatowym działaczem Komunistycznej Partii Słowacji. Później do 1998 zatrudniony w sektorze prywatnym. Od 1998 do 2004 był sekretarzem postkomunistycznej Partii Demokratycznej Lewicy w Bratysławie, a w 2005 objął stanowisko sekretarza ds. politycznych w strukturach partii SMER.
W 2006, 2010, 2012, 2016, 2020 i 2023 wybierany na posła do Rady Narodowej. Gdy w kwietniu 2012 Robert Fico formował swój drugi gabinet, nominował Jána Richtera na stanowisko ministra pracy, spraw społecznych i rodziny. Stanowisko to utrzymał również w powołanym w marcu 2016 trzecim rządzie tegoż premiera oraz w utworzonym w marcu 2018 gabinecie Petera Pellegriniego. Zakończył urzędowanie w marcu 2020.